# سترينج أدفنشرز
سترينج أدفنشرز (بالإنجليزية: Strange Adventures)‏ كان عنوانا لعدة كتب قصص مصورة أمريكية نشرتها دي سي كومكس وبدأت في 1950. صدر منها 244 عددا وكانت أولى عناوين دي سي كومكس في مجال الخيال العلمي. وظهر فيها للمرة الأولى كابتن كوميت أحد الأبطال الخارقين في العصر الفضي للقصص المصورة من صنع الكاتب جون بروم والفنان كارمين إنفانتينو. من أبرز السلاسل التي ظهرت فيها سلسلة ستار هوكينز والتي بدأت مع العدد 114 (مارس 1960) وسلسلة أتوميك نايت التي بدأت مع العدد 117 (يونيو 1960).